# Mioquerquedula minutissima
Mioquerquedula minutissima är en utdöd fågel i familjen änder inom ordningen andfåglar. Den beskrevs 2012 utifrån fossila lämningar från mellersta miocen funna i Mongoliet.